# Albert Arthur Brown
Albert Arthur Brown, cunoscut mai mult sub numele de Arthur Brown, (n. 7 ianuarie 1862) a fost un jucător englez de fotbal care a evoluat pentru clubul Aston Villa în perioada august 1884 - iulie 1894 (când s-a retras din cauza unei accidentări). Înainte de Villa, a evoluat la clubul Mitchell St. George's.
Fratele său, Arthur Alfred Brown a jucat de asemenea pentru Aston Villa, și a avut trei selecții la echipa națională de fotbal a Angliei